# Acacia glaucoptera
Acacia glaucoptera é uma espécie de leguminosa do gênero Acacia, pertencente à família Fabaceae.